# Chris Brunt
Christopher „Chris” Brunt (ur. 14 grudnia 1984 w Belfaście) – piłkarz północnoirlandzki grający na pozycji lewoskrzydłowego w West Bromwich Albion.

## Kariera klubowa
Pierwsze piłkarskie treningi Brunt rozpoczął w juniorach drużyny St. Andrews FC. Następnie przebywał na testach w Manchesterze United i Middlesbrough F.C. i ostatecznie podpisał kontrakt z tą drugą drużyną. Nie przebił się jednak do podstawowego składu i w 2004 roku został wypożyczony do Sheffield Wednesday grającego w Division Two. 17 marca tamtego roku zadebiutował w barwach „Sów” w przegranym 0:2 domowym spotkaniu z A.F.C. Bournemouth. Latem po zakończeniu sezonu trafił do Sheffield na zasadzie stałego transferu i podpisał dwuletni kontrakt. W sezonie 2004/2005 zdobył 4 gole w lidze i przyczynił się do awansu drużyny do Football League Championship. W kolejnym z 7 golami był najlepszym strzelcem Wednesday, a w sezonie 2006/2007 strzelił 11 bramek dla "The Owls". Ogółem zaliczył 23 trafienia dla Sheffield w 140 spotkaniach.
Latem 2007 roku Brunt był bliski przejścia do Manchesteru City i Wigan Athletic, ale ostatecznie w sierpniu odszedł do West Bromwich Albion za 3 miliony funtów. Swój debiut w nowym klubie zaliczył 1 września w zwycięskim 1:0 meczu z Barnsley F.C. Od czasu debiutu stał się podstawowym zawodnikiem West Bromwich i zdobywając 5 goli przyczynił się do awansu zespołu do Premiership. 13 września 2008 zaliczył pierwsze trafienie w Premier League, a WBA zwyciężyło u siebie West Ham United 3:2.
| Sezon   | Klub                 | Kraj   | Rozgrywki      | Mecze | Bramki |
| ------- | -------------------- | ------ | -------------- | ----- | ------ |
| 2002/03 | Middlesbrough        | Anglia | Premier League | 0     | 0      |
| 2003/04 | Sheffield Wednesday  | Anglia | Division Two   | 9     | 2      |
| 2004/05 | Sheffield Wednesday  | Anglia | League One     | 42    | 4      |
| 2005/06 | Sheffield Wednesday  | Anglia | Championship   | 44    | 7      |
| 2006/07 | Sheffield Wednesday  | Anglia | Championship   | 44    | 11     |
| 2007/08 | Sheffield Wednesday  | Anglia | Championship   | 1     | 0      |
| 2007/08 | West Bromwich Albion | Anglia | Championship   | 34    | 5      |
| 2008/09 | West Bromwich Albion | Anglia | Premier League | 34    | 9      |
| 2009/10 | West Bromwich Albion | Anglia | Championship   | 40    | 13     |
| 2010/11 | West Bromwich Albion | Anglia | Premier League | 34    | 4      |
| 2011/12 | West Bromwich Albion | Anglia | Premier League | 29    | 2      |
| 2012/13 | West Bromwich Albion | Anglia | Premier League | 31    | 2      |
| 2013/14 | West Bromwich Albion | Anglia | Premier League | 28    | 3      |
| 2014/15 | West Bromwich Albion | Anglia | Premier League | 35    | 2      |
| 2015/16 | West Bromwich Albion | Anglia | Premier League | 22    | 0      |
| 2016/17 | West Bromwich Albion | Anglia | Premier League | 31    | 3      |
| 2017/18 | West Bromwich Albion | Anglia | Premier League | 25    | 0      |

## Kariera reprezentacyjna
Karierę reprezentacyjną Brunt rozpoczął od występów w reprezentacji Irlandii Północnej U-21, w której wystąpił w dwóch spotkaniach i zdobył jedną bramkę. W reprezentacji A zadebiutował 18 sierpnia 2004 roku w zremisowanym 0:0 towarzyskim spotkaniu ze Szwajcarią. 11 lutego 2009 roku w meczu eliminacji do Mistrzostw Świata w RPA z San Marino (3:0) zdobył pierwszego gola w kadrze narodowej.